# San Pedro Manrique
San Pedro Manrique est une commune espagnole de la province de Soria en Castille-et-León.